# Molagnies
Molagnies är en kommun i departementet Seine-Maritime i regionen Normandie i norra Frankrike. Kommunen ligger i kantonen Gournay-en-Bray som tillhör arrondissementet Dieppe. År 2022 hade Molagnies 209 invånare.

## Befolkningsutveckling
Antalet invånare i kommunen Molagnies
| Referens: INSEE |